# Convention baptiste nationale missionnaire et éducative des Bahamas
La Convention baptiste nationale missionnaire et éducative des Bahamas (anglais : Bahamas National Baptist Missionary and Educational Convention) est une association chrétienne évangélique d'églises baptistes aux Bahamas.  Elle est affiliée à l’Alliance baptiste mondiale. Son siège est situé à Nassau. 

## Histoire
La Convention a ses origines dans la fondation de la Bethel Baptist Chapel en 1790 à Delancy Town (devenu Nassau) par deux Afro-Américains, Prince Williams et Sharper Morris . En 1833, une mission britannique de Société missionnaire baptiste a appuyé l’implantation de nouvelles églises. En 1892, l’Union baptiste des Bahamas a été fondée. En 1925, une mission américaine de la Convention baptiste nationale, USA a aidé à fonder une organisation missionnaire pour femme. En 1935, l’Union baptiste des Bahamas et d’autres unions ont fondé la Convention. Selon un recensement de l’association, en 2023 elle disait avoir 700 églises et 88,000 membres.

## Écoles
En 1995, elle a établi le Collège universitaire baptiste des Bahamas à Nassau .